# Gabriel Biessy
Pour les articles homonymes, voir Biessy.
Marie-Gabriel Biessy, dit Gabriel Biessy, né à Saint-Pierre-du-Mont (Landes) le 25 mars 1854 et mort le 9 septembre 1935 à Bourg-la-Reine, est un peintre français.

## Biographie
Gabriel Biessy est le fils d'Antoine Biessy et de Marie Céline Barthe. Après un passage à Bordeaux, il débute à l’École des Beaux-Arts de Lyon comme élève de Félix Clément avant d'entrer dans l'atelier de Carolus Duran et de Luc-Olivier Merson à Paris en 1879. Il envoie ses premiers portraits au Salon en 1882 puis entreprend une série de voyages en Hollande, au Portugal, au Sénégal et en Égypte.  Il a essentiellement peint des portraits, des vues de Paris ou des scènes de genre, représentant la vie de son époque.
Gabriel Biessy :
- participa régulièrement au Salon de la Société Nationale des Beaux Arts ou il obtint une mention honorable en 1883 ;
- est élu en 1895 sociétaire de la Société nationale des beaux-arts ;
- reçut une mention  honorable à l'Exposition Universelle de 1889 ;
- eut une médaille de bronze à celle de 1900 ;
- obtient une médaille d'argent au Crystal Palace de Londres ;
- est fait chevalier de la Légion d'honneur le 22 janvier 1902[4] ;
- termine sa carrière en tant que directeur des Beaux-Arts du Caire et se retire à Bourg-la-Reine.

Gabriel Biessy épouse Marthe Gambier (1876-1968) vers 1893. Ils ont eu trois enfants : Franz (1894- 1968) , Roland, et Noëlle. Marthe était le modèles pour plusieurs tableaux.

## Sélection des œuvres

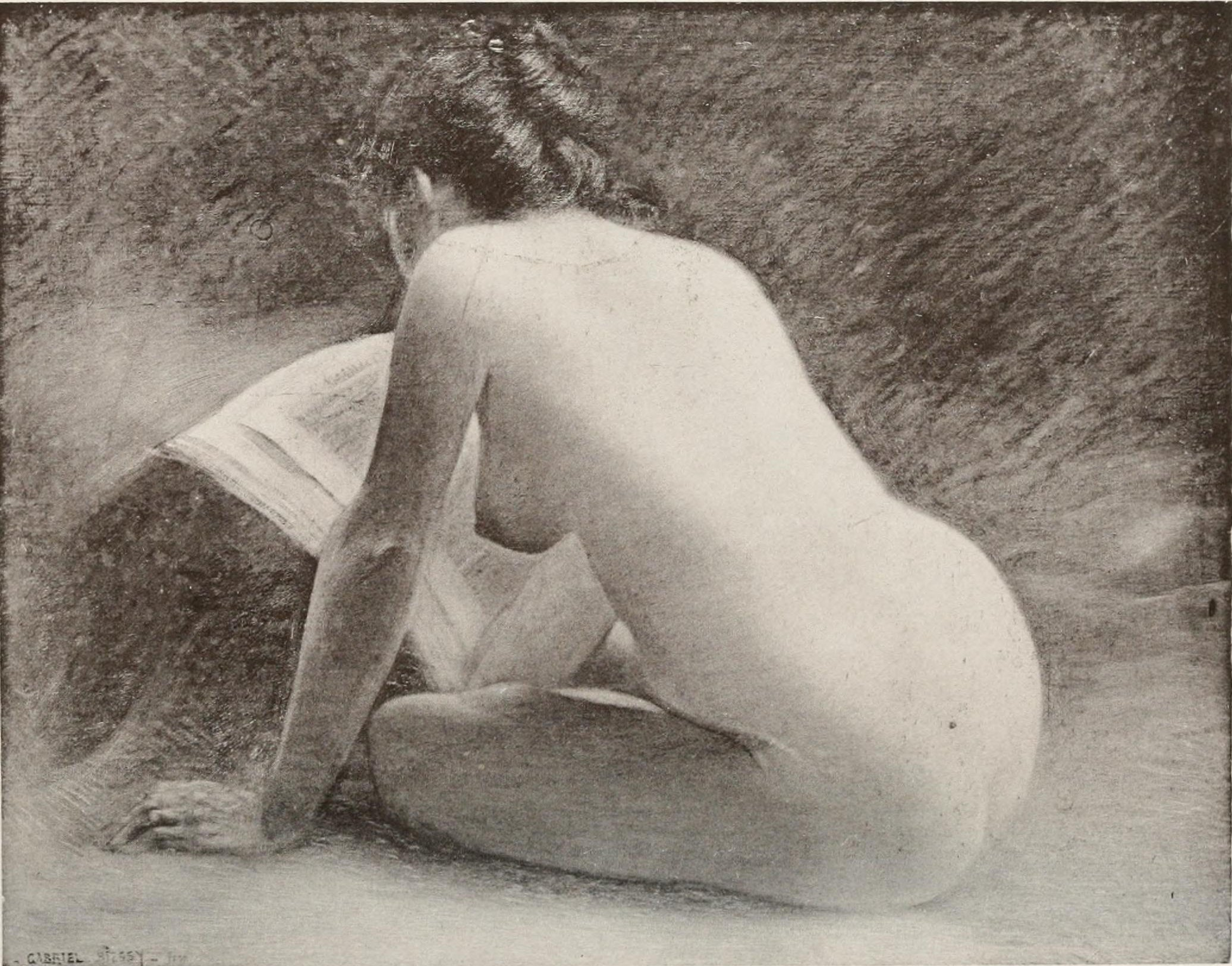
Alibech (voir le Décaméron (modèle Mme Biessy))
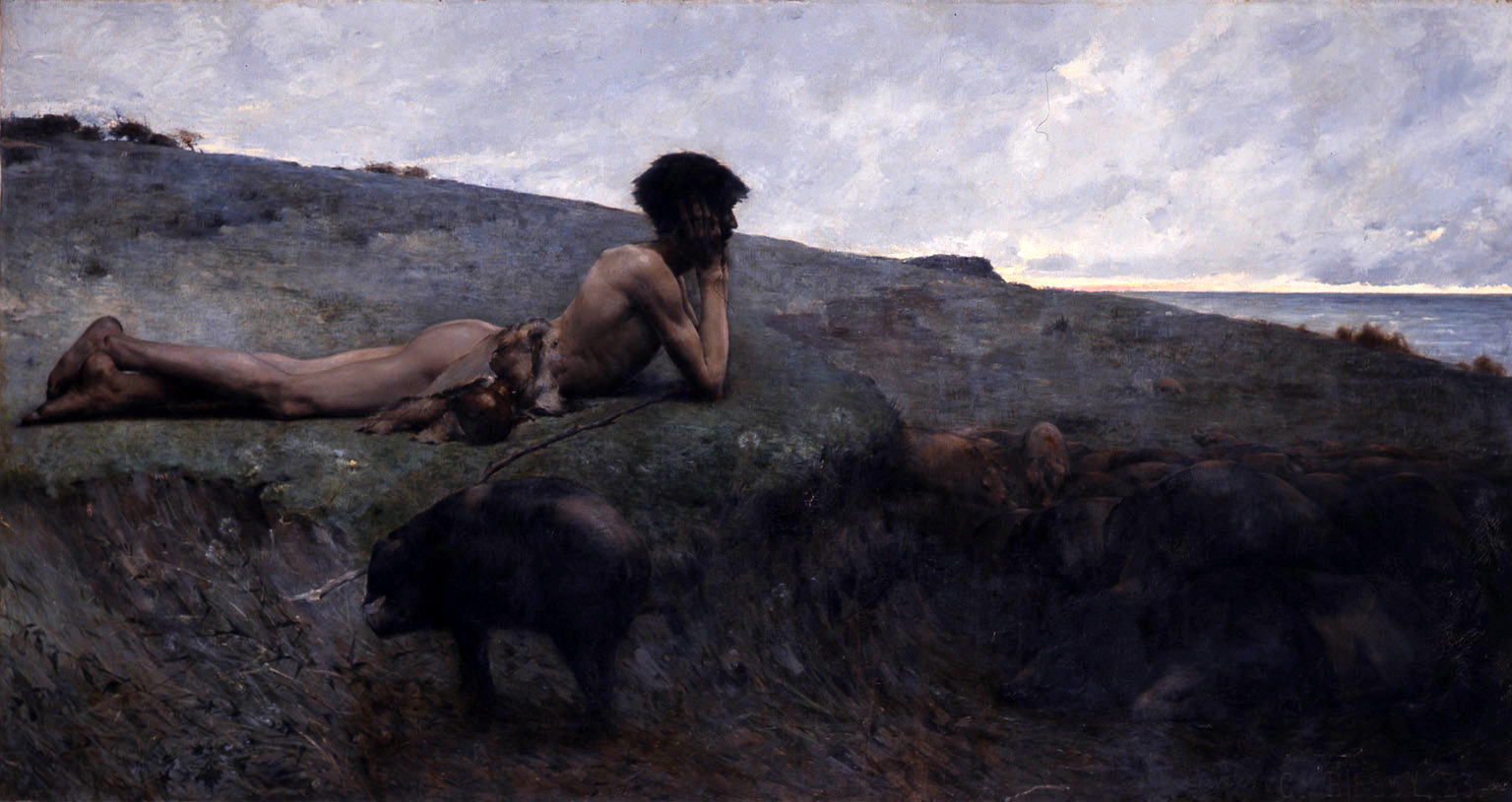
L'enfant prodigue

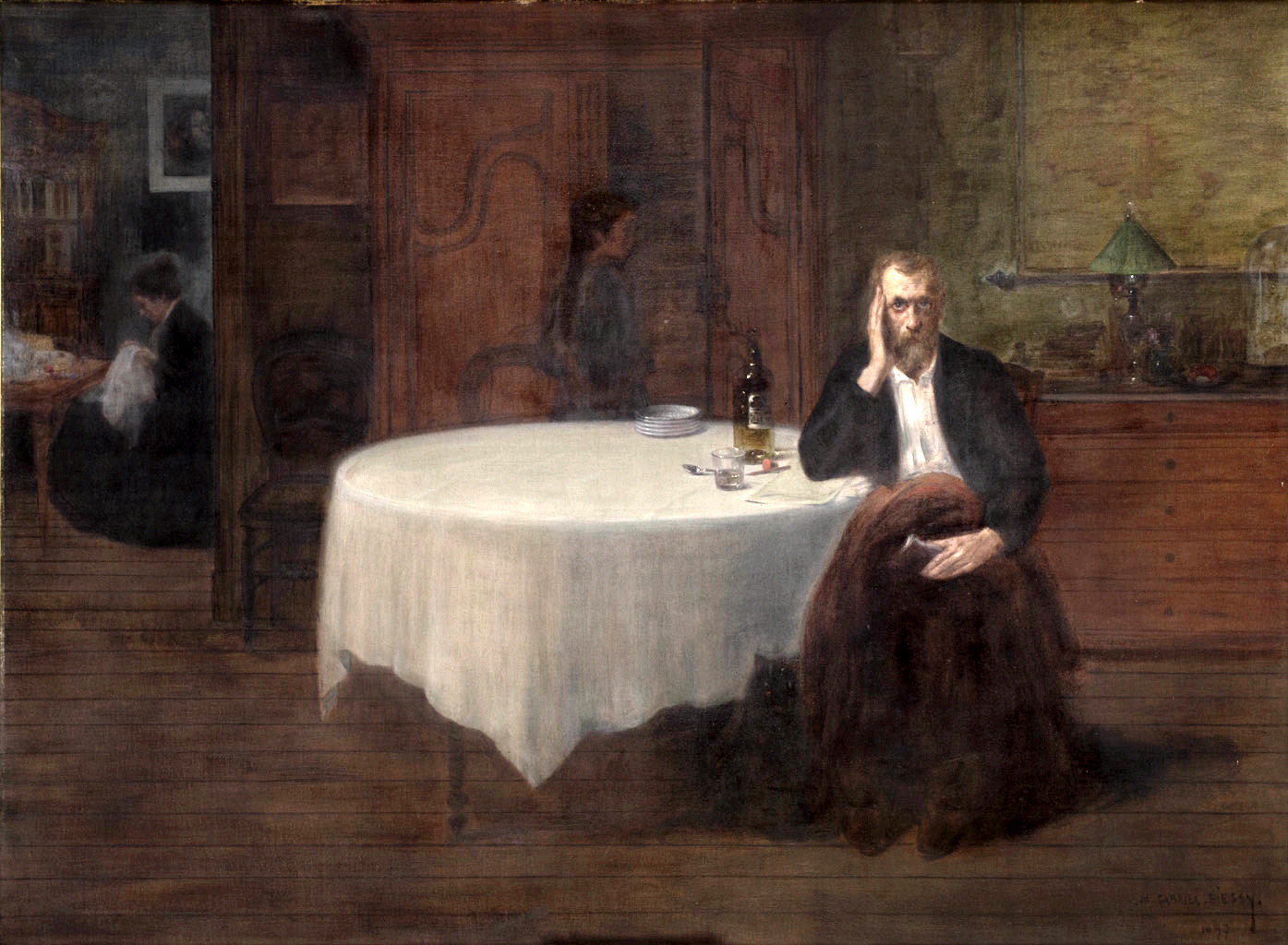
L'alcool
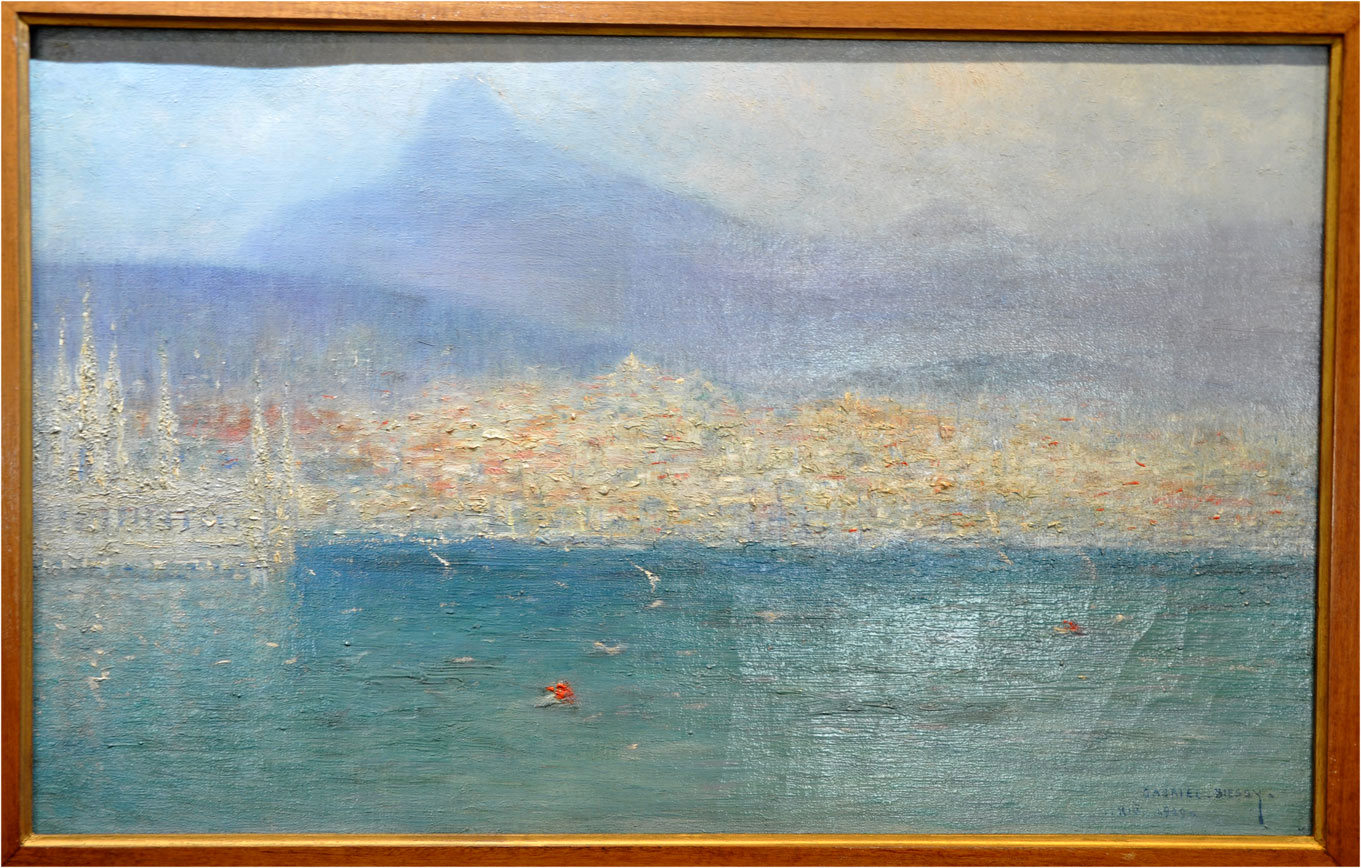
Vue de Rio (1909)

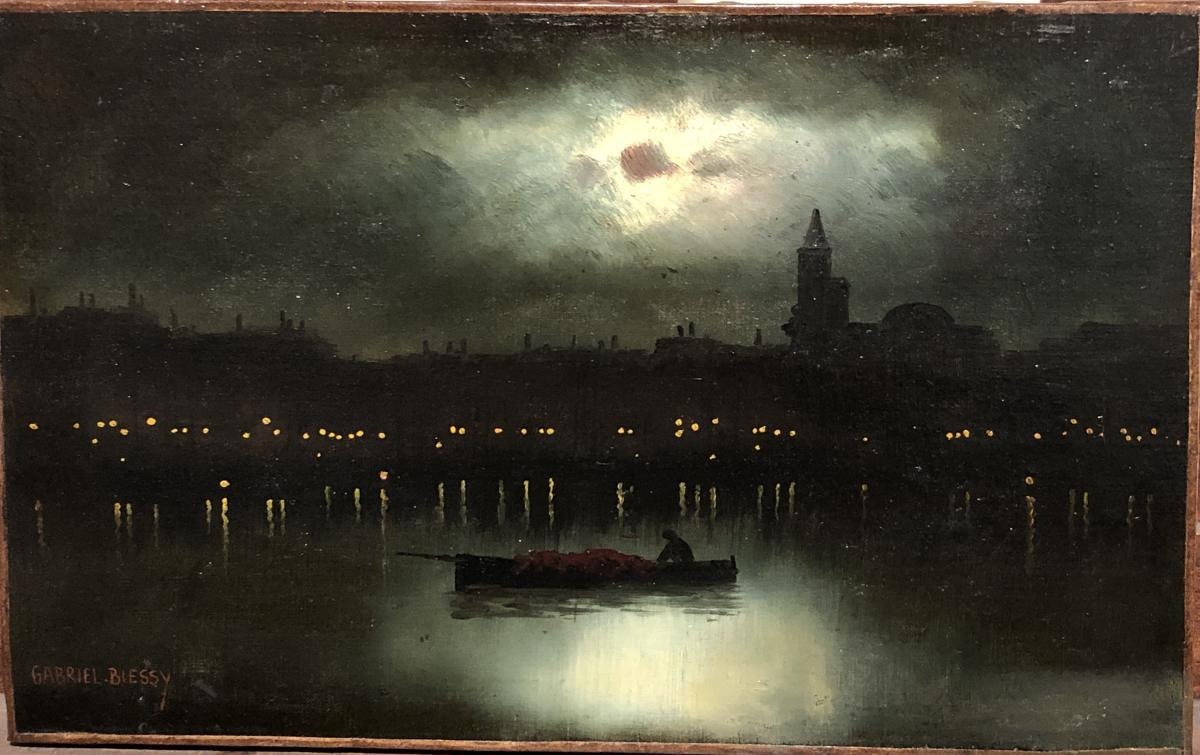
Barque de nuit sur la Seine (1900)
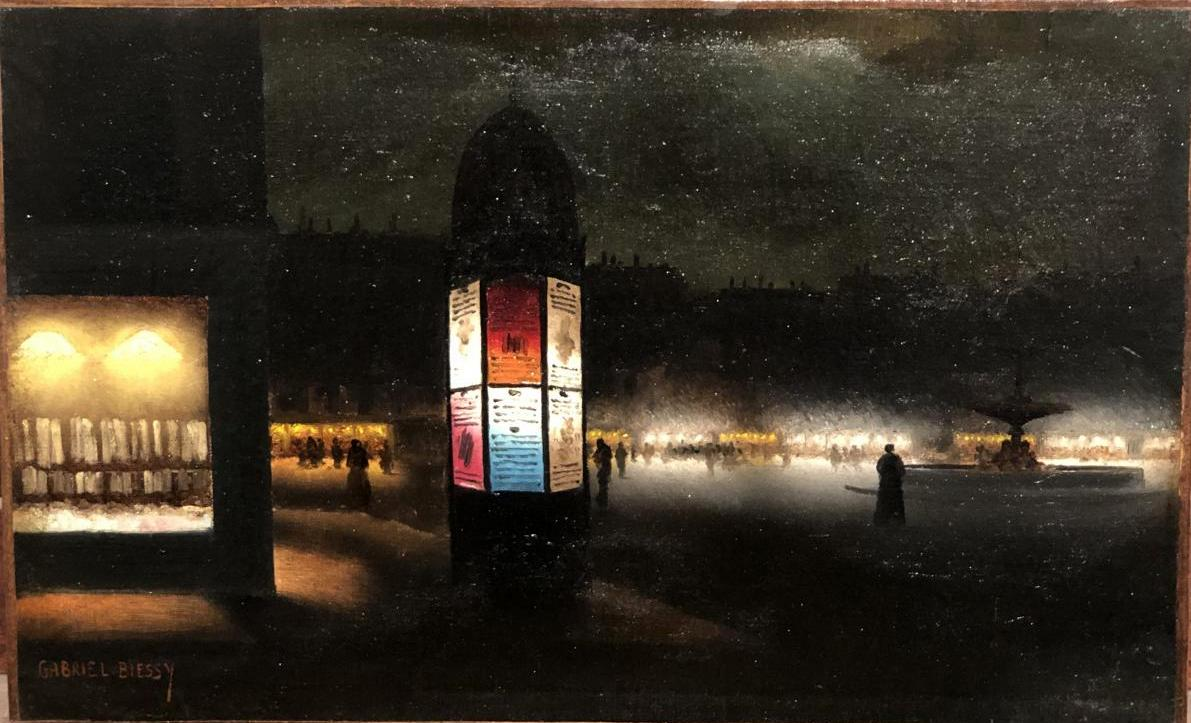
Colonne Morris, vers 1900

Portraits de famille
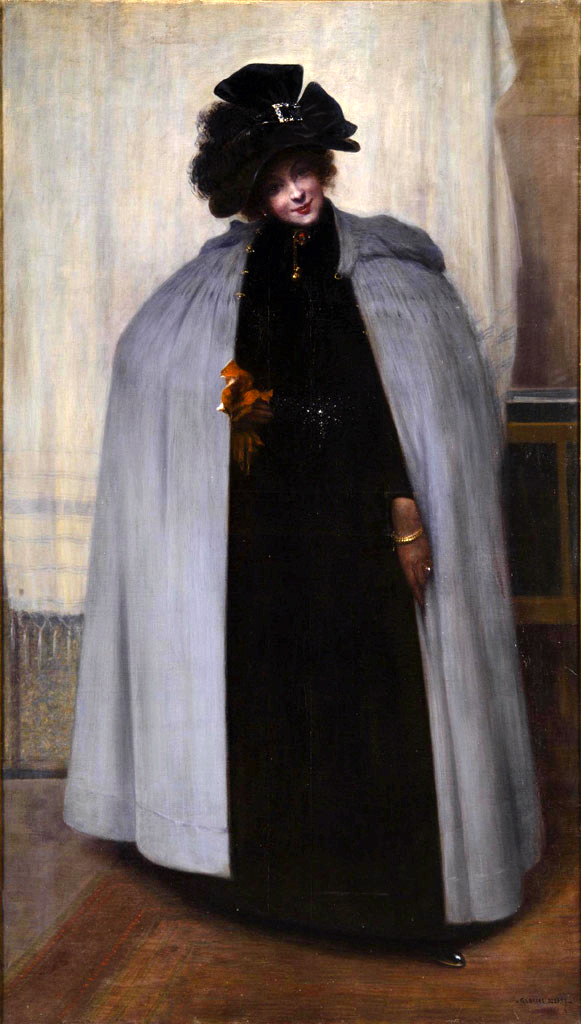
Madame Biessy
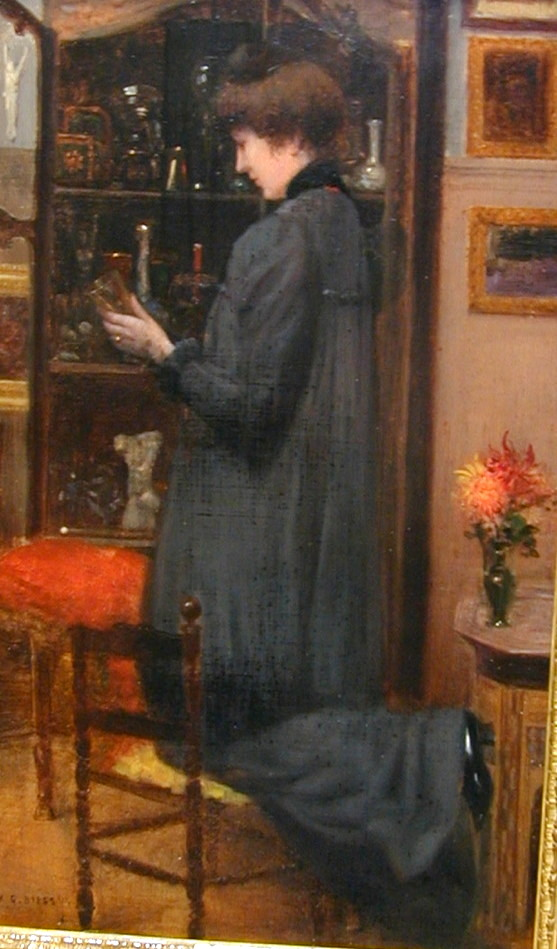
Madame Biessy à la vitrine
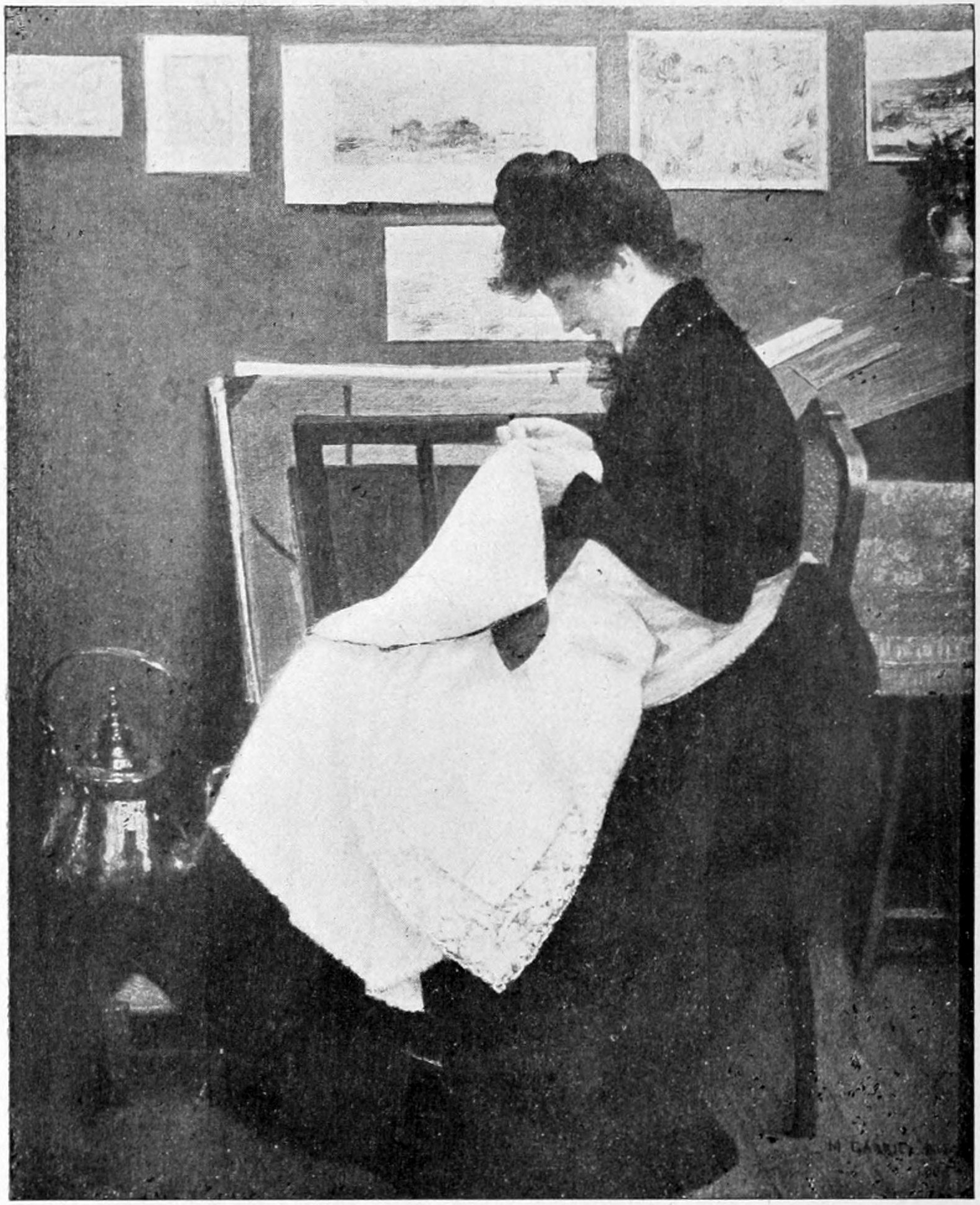
Brodeuse
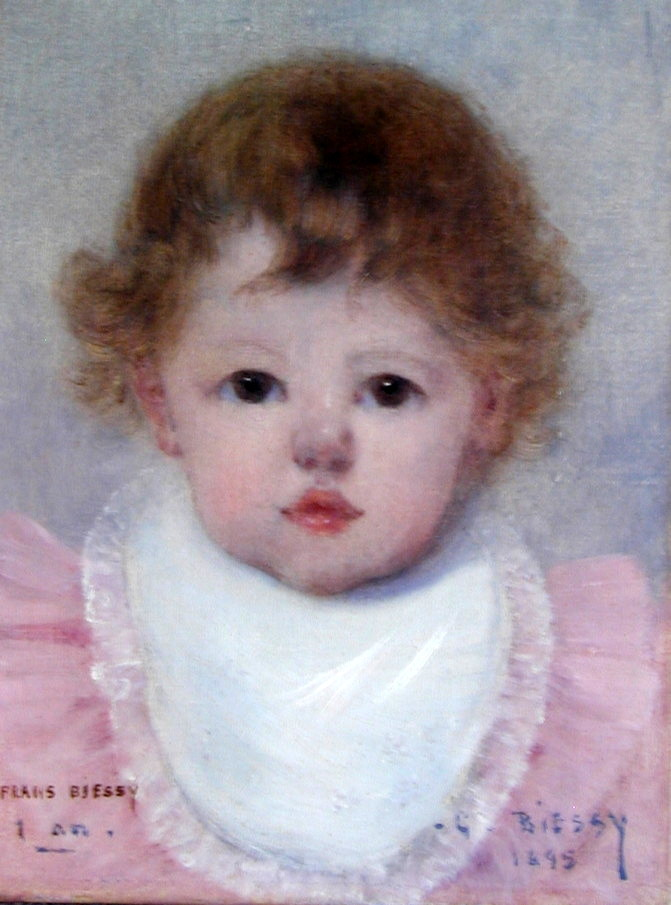
Franz Biessy (1895)
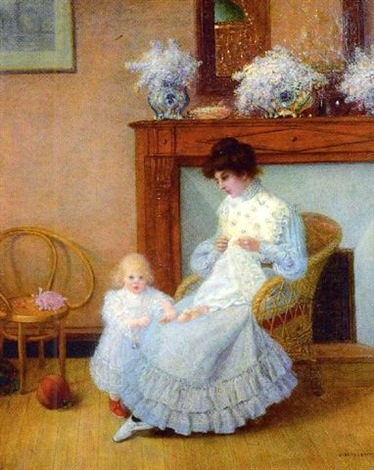
Marthe Biessy avec Claude
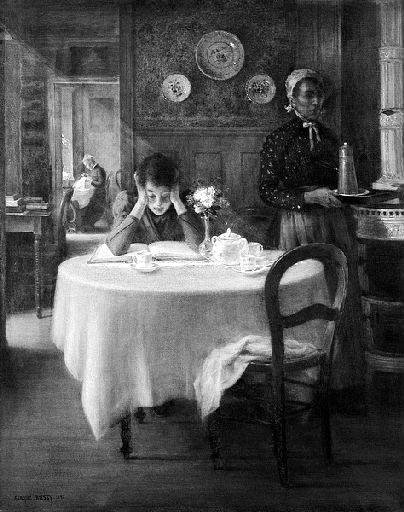
Chez l'artiste

Portraits
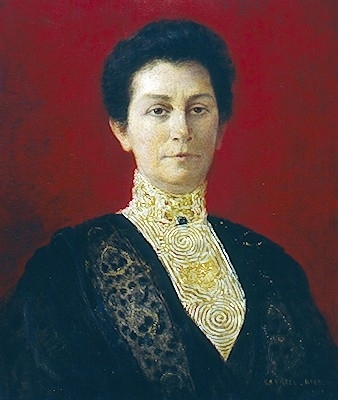
Eleonora Cintra
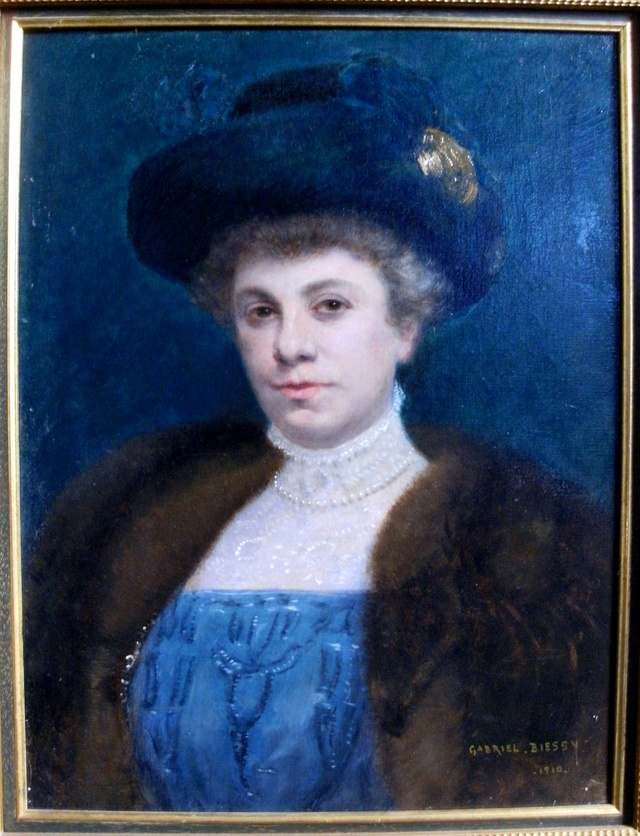
Portrait de femme
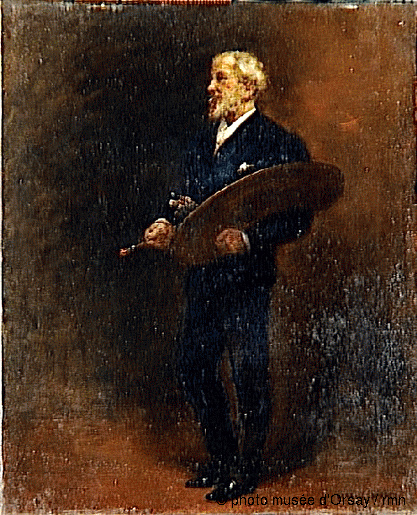
Carolus-Duran
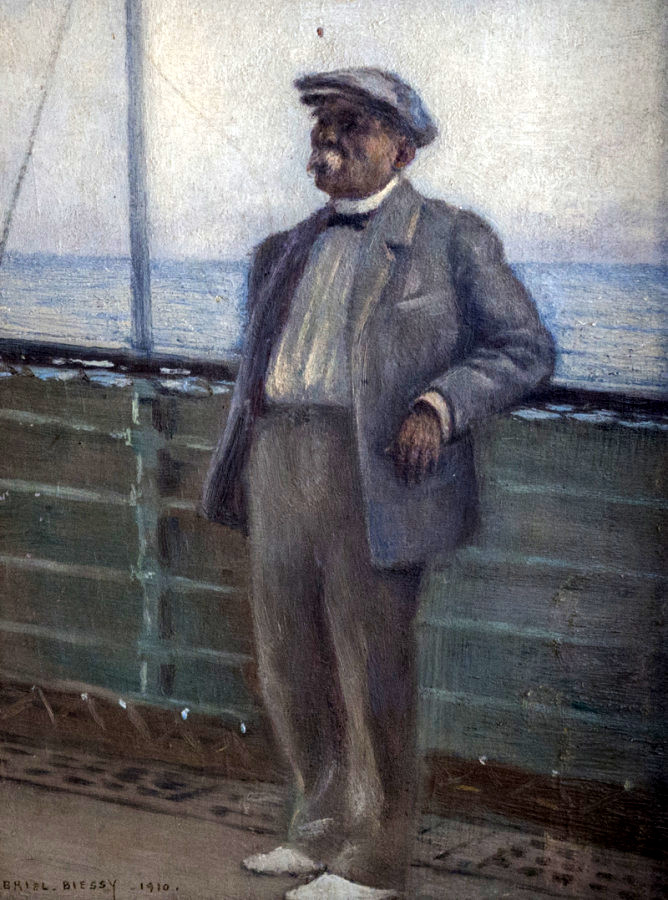
Clémenceau (1910)
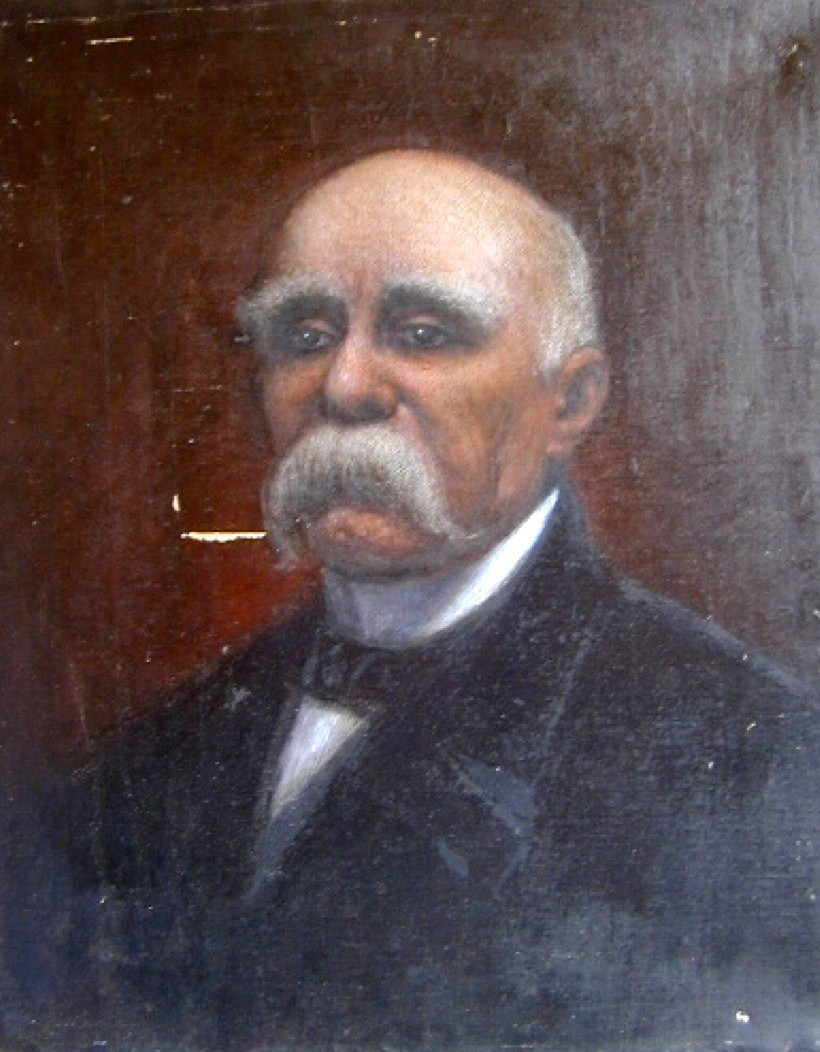
Clémenceau (1914)

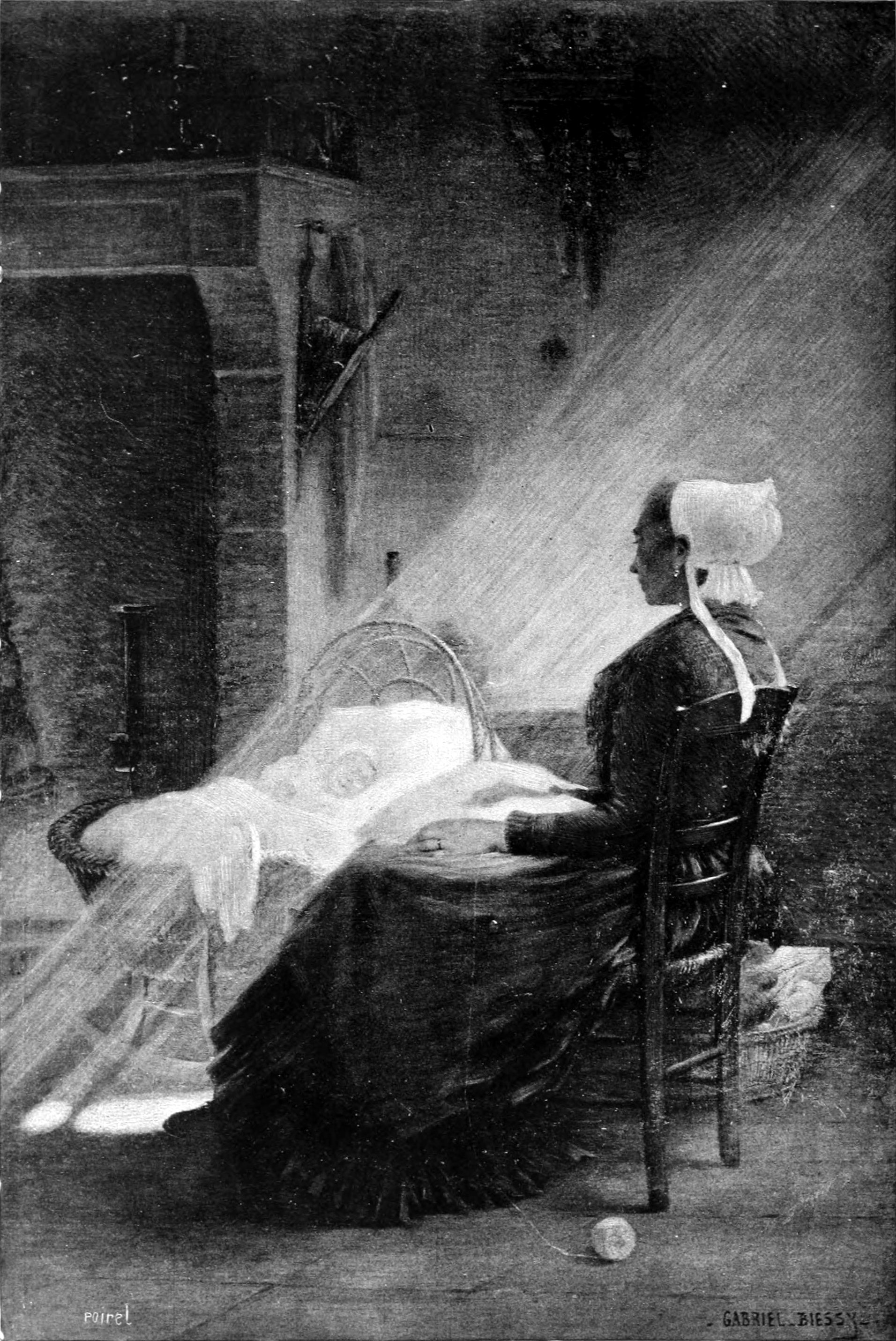
L'enfant dort
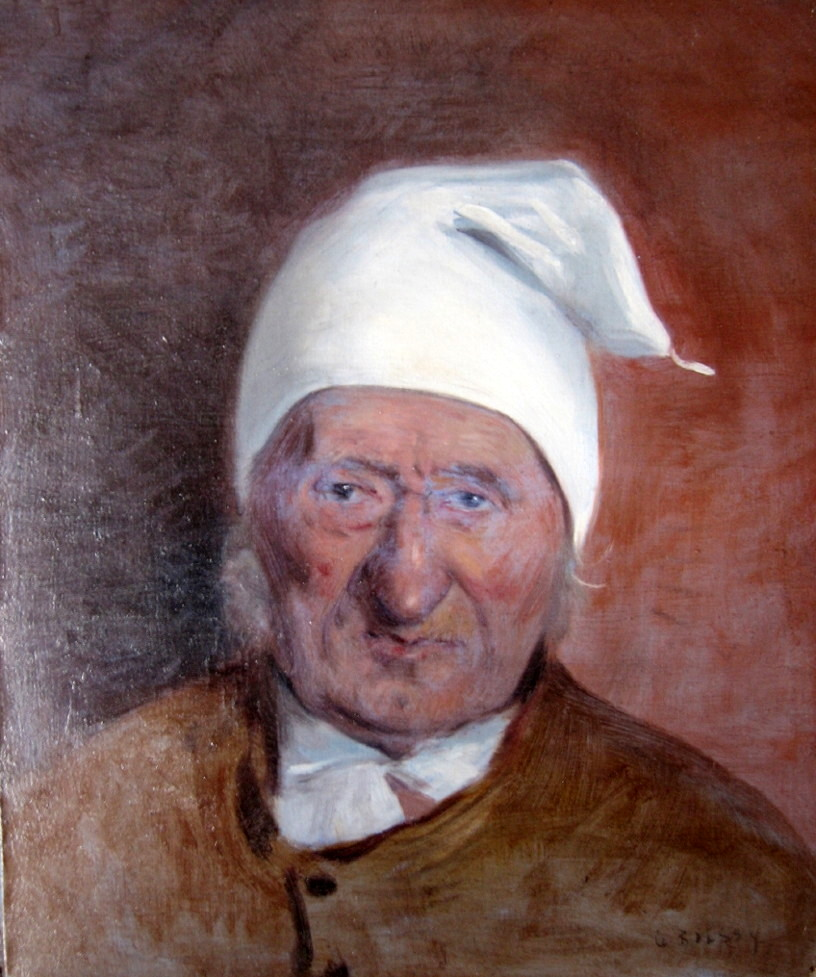
Meunier
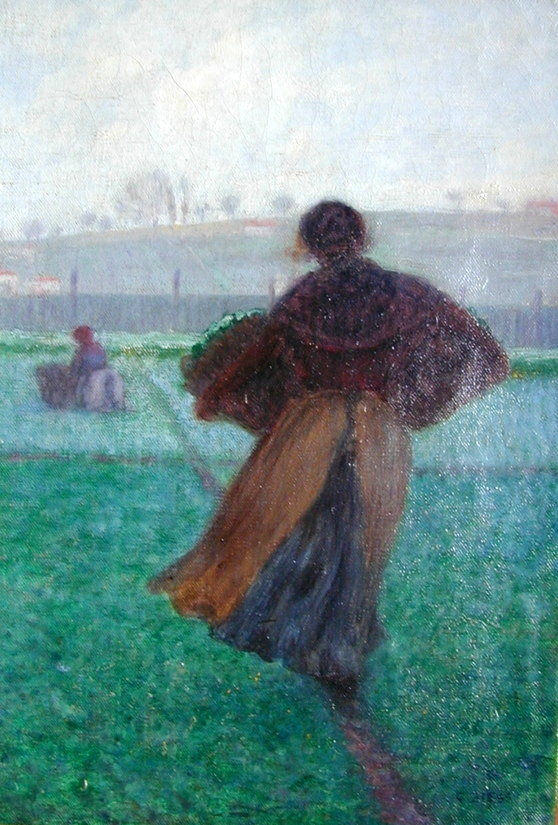
Ramasseuse d'épinards
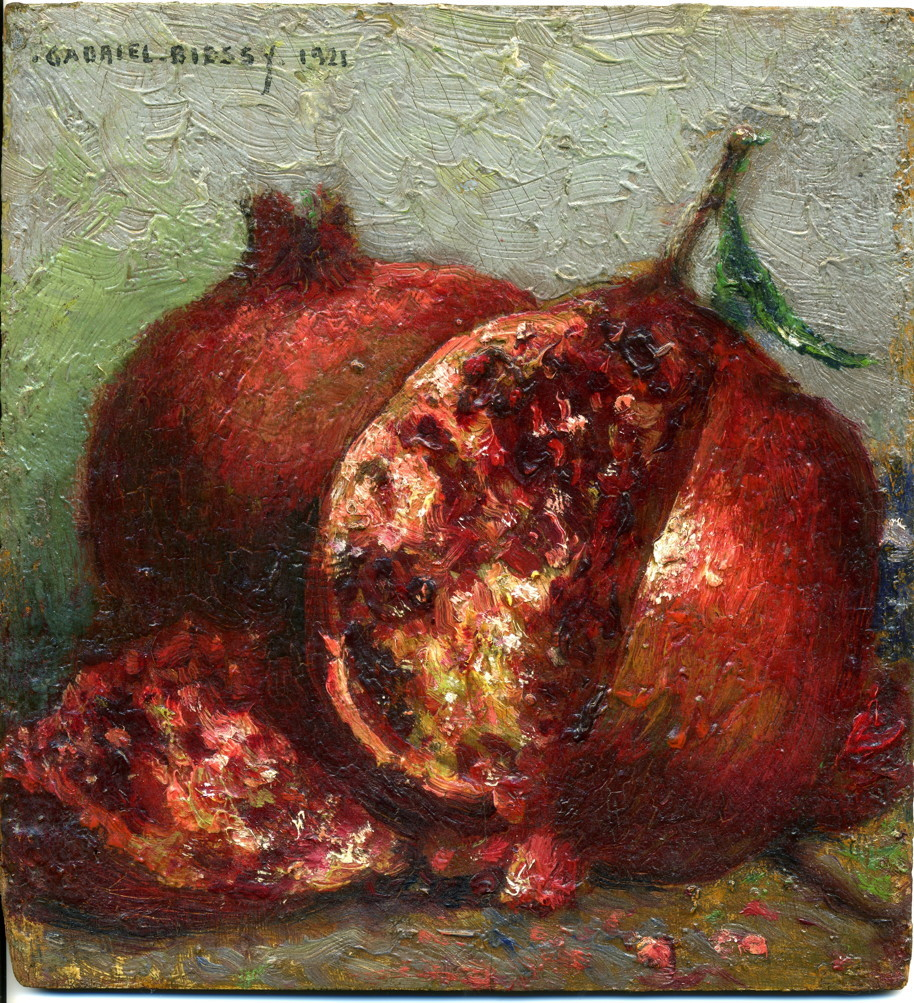
Grenades
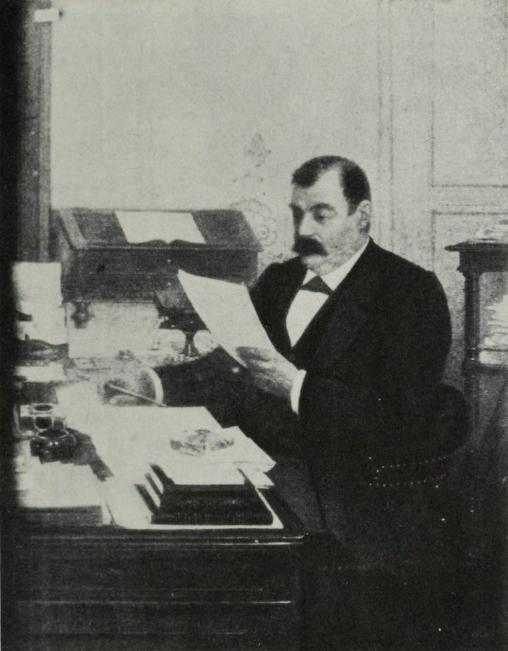
Portrait du sénateur Lourties, ancien ministre, par Gabriel Biessy, Société nationale des Beaux-Arts, Exposition nationale des Beaux-Arts - Catalogue illustré des ouvrages de peinture, sculpture, dessins, gravure, objets d'art et architecture exposés au Champ de Mars le 25 avril 1895